# جوس ستون
جوس ستون: (بالإنجليزية: Joss Stone)‏ هي مغنية بريطانية ولدت في مدينة دوفر و حصلت على العديد من الجوائز أهمها جائزة غرامي. اشتهرت بعد أن غنت أول البوماتها سنة 2003.
استطاعت جوس ستون بيع أكثر من 11 مليون نسخة من ألبوماتها الغنائية على مدى مسيرتها الفنية البالغة عقداً من السنين، وأنجزت أيضاً بعض الأفلام السينمائية والأعمال التلفزيونية، كما رشحت للعديد من الجوائز، مثل بريتس أووردز وغرامي. وفي وقتٍ لاحق عام 2003 أعانت بيتي رايت المغنية الصاعدة على إنجاز ألبومها الغنائي الناجح عالمياً ذا سول سيشن. رغم حداثة سنها، فقد تجرأت جوس ستون ودخلت عالم موسيقى السول الحديثة التي ترتبط بمغنين بالغين وتمكنت من الوقوف جنباً إلى جنب مع أبرز الأسماء التي تقدم هذا النمط الغنائي، مثل جيل سكوت ونيكا كوستا.

## روابط خارجية
- جوس ستون على موقع IMDb (الإنجليزية)
- جوس ستون على موقع روتن توميتوز (الإنجليزية)
- جوس ستون على موقع ألو سيني (الفرنسية)
- جوس ستون على موقع ميوزك برينز (الإنجليزية)
- جوس ستون على موقع رولينغ ستون (الإنجليزية)
- جوس ستون على موقع أول موفي (الإنجليزية)
- جوس ستون على موقع قاعدة بيانات الأفلام السويدية (السويدية)
- جوس ستون على موقع إن إن دي بي (الإنجليزية)
- جوس ستون على موقع أول ميوزيك (الإنجليزية)
- جوس ستون على موقع ديسكوغز (الإنجليزية)